# Cuscuta chilensis
Cuscuta chilensis là một loài thực vật có hoa trong họ Bìm bìm. Loài này được Ker Gawl. mô tả khoa học đầu tiên năm 1821.

## Hình ảnh

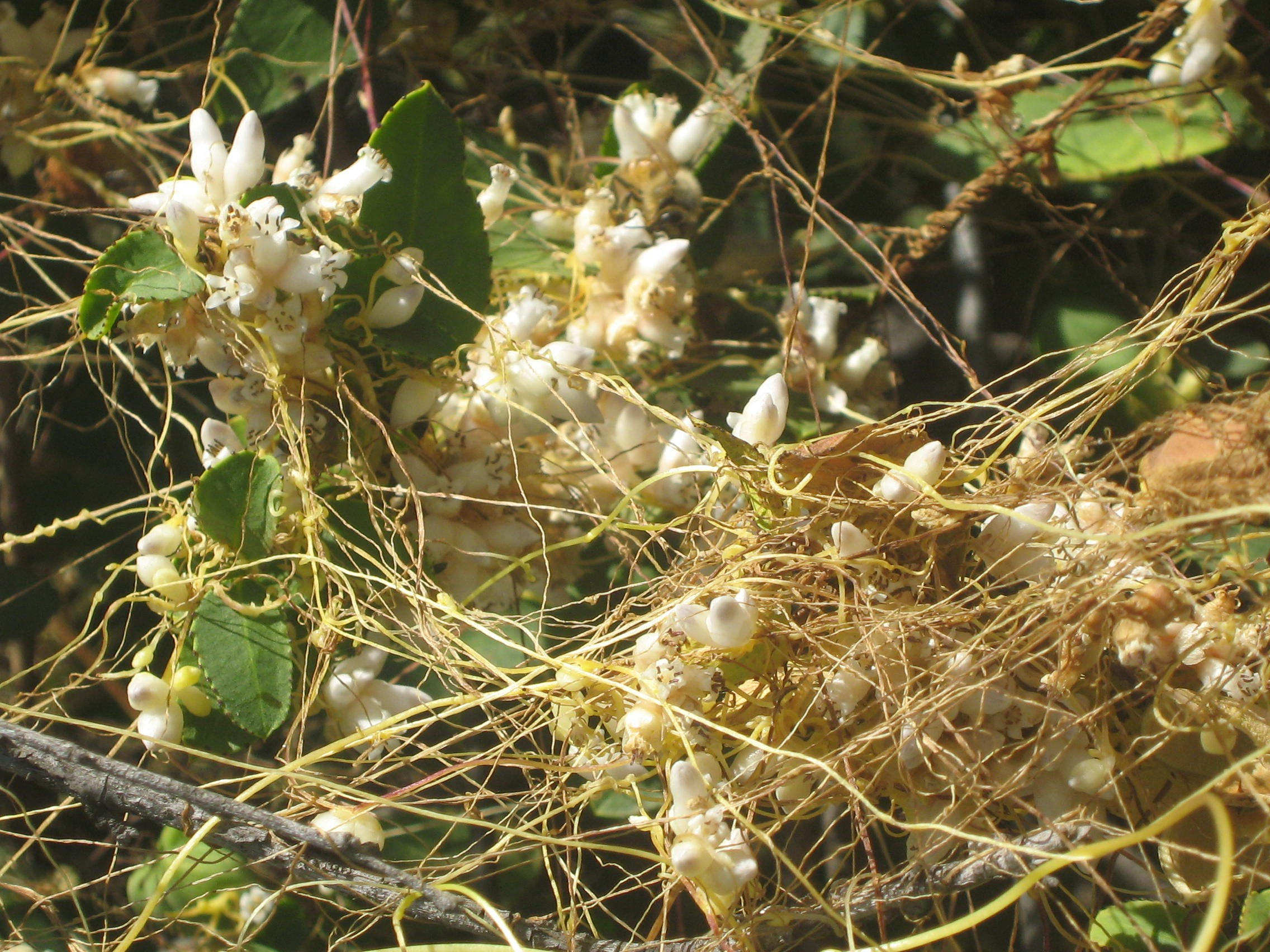
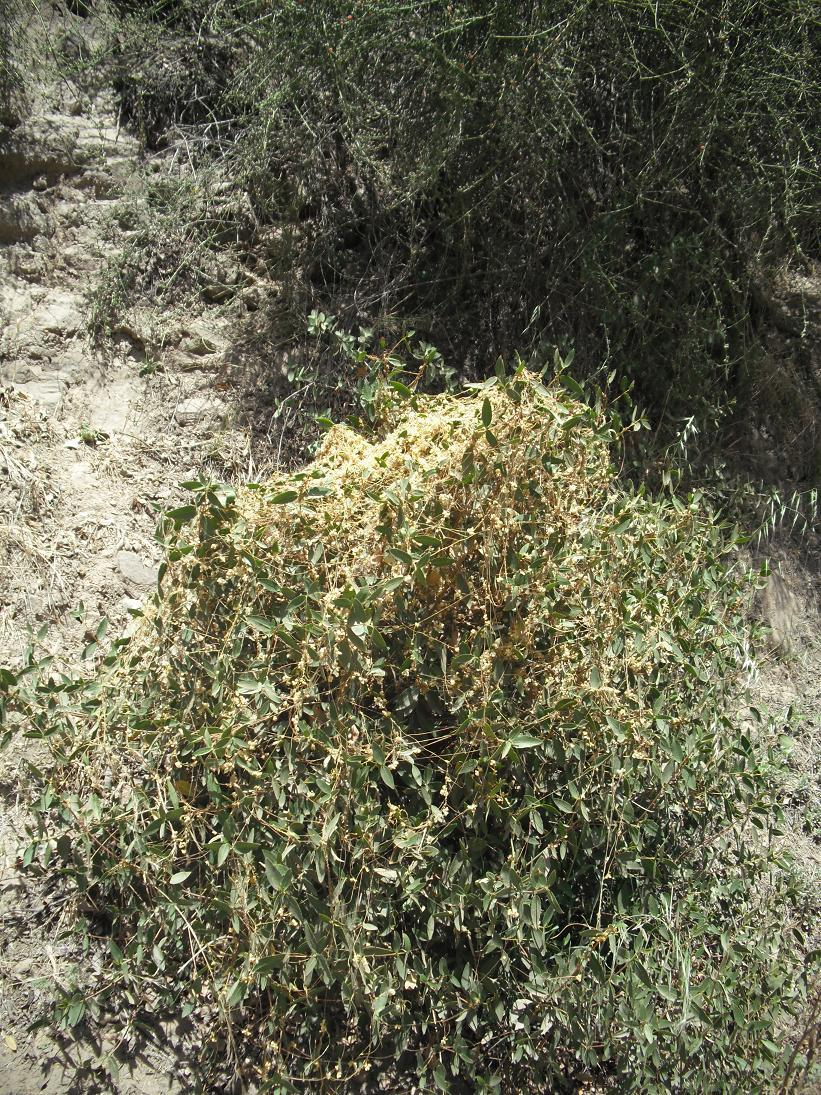